# Нова Авгура
Нова Авгу́ра (рос. Новая Авгура, ерз. Новая Авгура) — село у складі Краснослободського району Мордовії, Росія. Входить до складу Колопінського сільського поселення.
Населення — 20 осіб (2010; 46 у 2002).
Національний склад (станом на 2002 рік):
- росіяни — 83 %